# Rotorcraft XR-11
Rotorcraft XR-11, định danh công ty X-2 Dragonfly, là một loại trực thăng hạng nhẹ của Hoa Kỳ chế tạo từ thập niên 1940.

## Biến thể
XR-11

## Quốc gia sử dụng
Hoa Kỳ
- Không quân Hoa Kỳ

## Tính năng kỹ chiến thuật
Đặc tính tổng quát
- Kíp lái: 2
- Chiều dài: 15 ft 0 in (4,57 m)
- Chiều cao: 7 ft 6 in (2,29 m)
- Trọng lượng rỗng: 899 lb (408 kg)
- Trọng lượng cất cánh tối đa: 1.349 lb (612 kg)
- Động cơ: 1 × Continental A100 , 100 hp (75 kW)
- Đường kính rô-to chính: 2× 18 ft 0 in (5,49 m)